# Суперорганізм

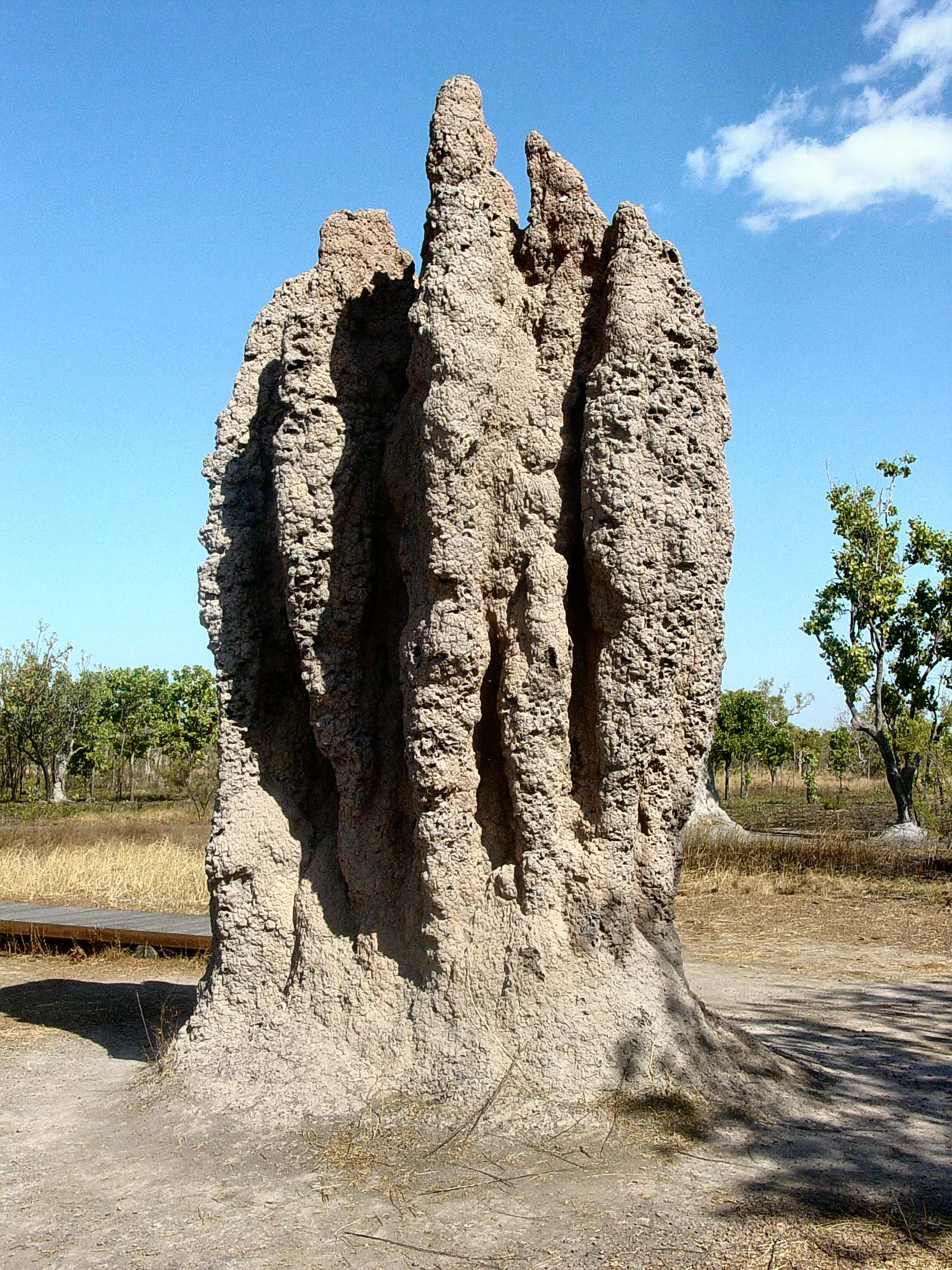
Величезне гніздо термітів, побудоване крихітними комахами, що живуть багатотисячними спільнотами і зазвичай приводяться як наглядний приклад суперорганізму

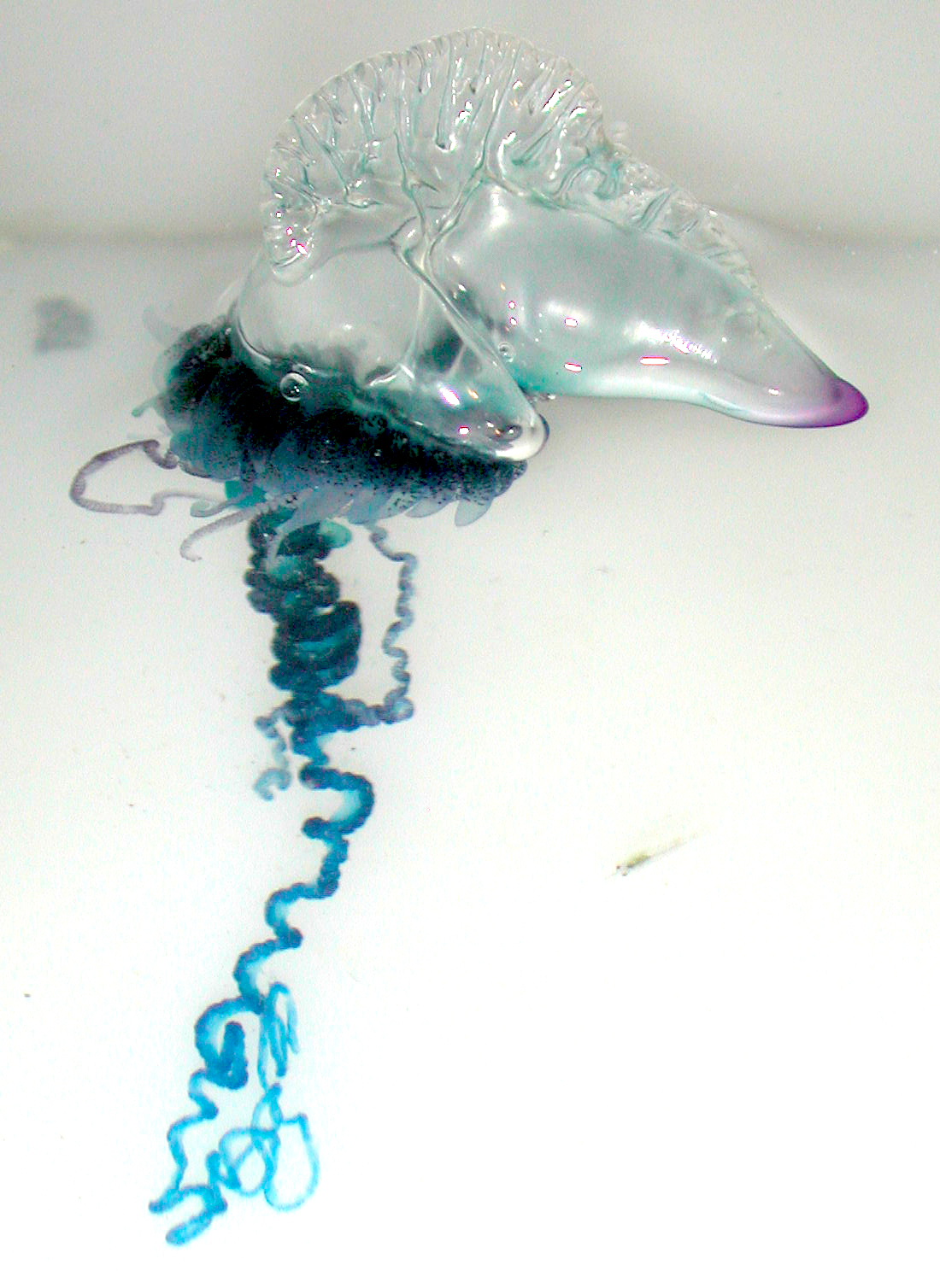
Португальський кораблик є справжнім суперорганізмом, який складається з великої кількості спеціалізованих організмів, що зрослися

Суперорганізм — організм, що складається з множини організмів. Зазвичай, це спільнота, в якій існує  «поділ праці» за спеціалізацією, а окремо взяті організми якої не могли б вижити самостійно.

## Опис
Термін суперорганізм запропонував 1910 року американський мірмеколог Вільям Мортон Вілер  на основі праць про мурахів. Термін зазвичай використовується для позначення колоній соціальних комах, де поділ праці є високо спеціалізованим і де індивіди не здатні жити поодинці протягом довгого часу. Мурахи — найвідоміший приклад такого суперорганізму, у той час як голий землекоп — відомий приклад еусоціальних ссавців.
Технічне визначення суперорганізму — «сукупність агентів, які можуть діяти злагоджено, продукуючи колективно керовані явища» 
Суперорганізм є важливим поняттям в кібернетиці, зокрема в біокібернетиці, де він фігурує як розподілений розум.